# حسن قلی‌زاده
حسن قلی‌زاده (زاده ۱۷ خرداد ۱۳۲۶ - تهران) یک فیلم‌بردار، کارگردان و فیلم‌نامه‌نویس اهل ایران است.

## فعالیت‌ها

### بازیگر
- هیوا (۱۳۷۷)

### کارگردان
- آسمان پرستاره (۱۳۷۸)
- تماس شیطانی (۱۳۷۱)
- راز گل سرخ (۱۳۷۱)
- ۱۹۳۶ (۱۳۵۹)

### نویسنده
- آسمان پرستاره (۱۳۷۸)
- بندر مه آلود (۱۳۷۱)
- تماس شیطانی (۱۳۷۱)
- راز گل سرخ (۱۳۷۱)
- خانه خلوت (۱۳۷۰)
- آپارتمان شماره۱۳ (۱۳۶۹)
- جستجو در جزیره (۱۳۶۹)
- کشتی آنجلیکا (۱۳۶۷)
- میهمانی خصوصی (۱۳۶۵)
- ۱۹۳۶ (۱۳۵۹)

### تهیه‌کننده
- ۱۹۳۶ (۱۳۵۹)

### مدیر فیلم‌برداری
- خنده در باران (۱۳۹۰)
- گناه من (۱۳۸۵)
- گزارش مریم (۱۳۸۴)
- بانوی کوچک (۱۳۸۰)
- آسمان پرستاره (۱۳۷۸)
- عشق کافی نیست (۱۳۷۷)
- جنگ نفتکش‌ها (۱۳۷۲)
- تماس شیطانی (۱۳۷۱)
- راز گل سرخ (۱۳۷۱)
- عیالوار (۱۳۷۱)
- قرق (۱۳۷۰)
- آپارتمان شماره ۱۳ (۱۳۶۹)
- جستجو در جزیره (۱۳۶۹)
- پول خارجی (۱۳۶۸)
- ساوالان (۱۳۶۸)
- زرد قناری (۱۳۶۷)
- سال‌های خاکستری (۱۳۶۷)
- کشتی آنجلیکا (۱۳۶۷)
- گراند سینما (۱۳۶۷)
- شیرک (۱۳۶۶)
- اجاره‌نشین‌ها (۱۳۶۵)
- پیک جنگل (۱۳۶۲)

## جوایز
- برنده سیمرغ بلورین بهترین فیلم‌نامه (خانه خلوت) در دهمین دوره جشنواره فیلم فجر - ۱۳۷۰
- برنده لوح افتخار بهترین فیلم‌برداری (طوفان) در هفتمین دوره جشنواره فیلم دفاع مقدس - ۱۳۷۷
- کاندیدای بهترین فیلم‌برداری (اجاره‌نشین‌ها) در پنجمین دوره جشنواره فیلم فجر - ۱۳۶۵
- کاندیدای بهترین فیلم‌برداری (ساوالان) در هشتمین دوره جشنواره فیلم فجر - ۱۳۶۸
- کاندیدای بهترین فیلم‌برداری (آپارتمان شماره ۱۳) در نهمین دوره جشنواره فیلم فجر - ۱۳۶۹
- کاندیدای بهترین فیلم‌برداری (قرق) در دهمین دوره جشنواره فیلم فجر - ۱۳۷۰
- کاندیدای بهترین فیلم‌برداری (راز چشمه سرخ) در یازدهمین دوره جشنواره فیلم فجر - ۱۳۷۱
- کاندیدای بهترین فیلم‌برداری (براده‌های خورشید) در اولین دوره جشن خانه سینما - ۱۳۷۶
- کاندیدای بهترین فیلم‌برداری (طوفان) در اولین دوره جشن خانه سینما - ۱۳۷۶